# Гавриил (Кикодзе)
Епи́скоп Гаврии́л (груз. ეპისკოპოსი გაბრიელი, в миру Гера́сим Макси́мович Кико́дзе; груз. გერასიმე მაქსიმეს ძე ქიქოძე; 15 (27) ноября 1825, село Бахви, Озургетский уезд, Кутаисская губерния — 13 (25) января 1896) — епископ Русской православной церкви, епископ Имеретинский. Духовный писатель.
Канонизирован Грузинской православной церковью в 1995 году в лике святителей.

## Биография
Родился 15 ноября 1825 года в селе Бахви Озургетского уезда Кутаисской губернии в семье священника, происходившего из дворян Гурийской области.
В 1840—1845 годах он учился в Тифлисской, а затем в Псковской и Петербургской духовных семинариях. Затем поступил в Санкт-Петербургскую духовную академию, которую окончил в 1849 году со степенью кандидата богословия.
В том же году он женился и вернулся в Грузию, где он был назначен исполняющим обязанности инспектора Тифлисской духовной семинарии, в которой преподавал богословские и физико-математические науки.
В 1850 году он был удостоен степени магистра богословия за сочинение на тему: «Рассуждения о том, что религиозное, нравственное и гражданское состояние народов, современных явлений Мессии доказывают необходимость Его пришествия на землю» и был назначен инспектором той же семинарии.
В 1854 году он был рукоположен во диакона, и в том же году 8 ноября — во священника.
В 1856 году от эпидемии умерли жена и пятеро детей. После этой трагедии, по благословению экзарха Исидора он принял монашеский постриг в монастыре Давид-Гареджи 6 октября 1856 года с именем Гавриил.
6 января 1858 года возведён в сан архимандрита и назначен настоятелем Давидо-Гареджийской обители.
6 декабря того же года в Сионском Кафедральном соборе в Тифлисе был хиротонисан во епископа Горийского, викария Грузинского Экзархата. Хиротонию совершили: экзарх Грузии Евсевий (Ильинский), епископ Имеретинский Герман (Гоголашвили), епископ Мингрельский Феофан (Габуния). Одновременно назначен членом Грузино-Имеретинской Синодальной Конторы и настоятелем Шуамтского монастыря в Кахетии.
2 июня 1860 года был назначен на Имеретинскую кафедру, на которой состоял до дня своей кончины, то есть более 35 лет.
С 30 мая 1869 до 1886 года временно управлял Абхазской епархией.
Святой Гавриил неустанно добивался укрепления веры в своей пастве, постоянно объезжал деревни и сёла, проповедовал и всесторонне помогал нуждающимся. Самое сильное влияние на паству оказывала сама личность епископа, его личный пример. За его самоотверженную миссионерскую деятельность его назвали «апостолом Абхазии». Он как простой миссионер лично изъездил всю свою область, большей частью верхом, в сопровождении только келейника или ещё одного монаха. Биографы называют его «мужем великого разума», живым образцом кротости, простоты, смирения, отцом вдов и сирот, беспощадным карателем зла и неправды, обличителем лжи и тьмы, восстановителем и вносителем света истины повсюду, куда только мог проникнуть его голос и где только позволяли ему силы. Он был известен и как талантливый проповедник и оратор. Его проповеди ещё в 1867 году были переведены на английский и французский языки. Изданы они были в 3-х томах: два грузинских и один русский. Обличал крепостное право. Был пылким защитником грузинского языка.
На всех местах своего служения преосвященный Гавриил обращал главное внимание на умственное и нравственное просвещение сельского духовенства. Его трудами и щедротами было основано Гаврииловское епархиальное женское училище, он учредил много церковно-приходских школ в то время, когда в Кутаисской губернии не было никаких народных школ. По его почину и при его содействии в 1894 году была основана вторая семинария в Грузии — Кутаисская.
Епископ Гавриил был милосердным благотворителем, щедро раздавал пособия вдовам и сиротам своей паствы. Он глубоко сочувствовал положению простого народа и старался помочь делу всенародного начального образования. Многим молодым желающим учиться подавал он руку помощи, предоставлял им свой кров и оплачивал их обучение.
Скончался он 25 января 1896 года со словами: «Помяни мя, Господи, егда приидеши во Царствии Твоем». Погребен он был в Гелатском монастыре. На погребении собралось до 3000 лиц духовенства, участвовавших в погребальной процессии.